# Bump.y
bump.y（バンピー）は、2009年10月から2014年6月まで活動していたスウィートパワーに所属する女優5人組グループ。所属レーベルはSony Music Records→ポニーキャニオン。

## 概要
2009年10月、TBSのネットドラマ「bump.y」にてスウィートパワーに所属する松山メアリ、桜庭ななみ、菊里ひかり、宮武美桜、高月彩良、宮武祭の女優6名で結成された。メンバーの桜庭ななみ曰く「アクトレス・シンガー」（歌手で女優）。メンバー全員、女優個人としてドラマや映画などで活躍しつつも、歌でしか表現できないものを求めて、活動している。2010年3月に菊里ひかりが卒業した。
- 「bump.y=でこぼこ」という意味。また、下記の意味も込められている[3]。
  - 「b」brilliant/高月彩良：カッコよく!! 賢く!! 光り輝く
  - 「u」universal/菊里ひかり：仏・英も話す国際派 → （菊里ひかり卒業後）ultra/宮武祭：小さいけどウルトラ級
  - 「m」miracle/松山メアリ：この顔で日本人! まさに奇跡メアリ!!
  - 「p」power/桜庭ななみ：顔に似合わず底力がある
  - 「.」宮武祭：ぴょんぴょんはねて自由自在に動く → （菊里ひかり卒業後）5人の魂：生まれたての新人ですが、大きな風を作ります!!
  - 「y」youthful/宮武美桜：年齢よりも若々しくて可憐

2014年6月30日をもって卒業。全員が単独の活動に戻っている。また2016年、宮武姉妹が俳優を引退した模様。

## メンバー

### 2014年卒業時点のメンバー
| 名前                          | よみ            | 生年月日               | 血液型 | 出身地   | 人物像                                                  | イメージカラー | 備考                 |
| ----------------------------- | --------------- | ---------------------- | ------ | -------- | ------------------------------------------------------- | -------------- | -------------------- |
| 松山メアリ                    | まつやま めあり | 1991年9月2日（33歳）   | A型    | 兵庫県   | - しっかり者 - お掃除Queen                              | ■イエロー      | リーダー             |
| 桜庭ななみ （現・宮内ひとみ） | さくらば ななみ | 1992年10月17日（32歳） | O型    | 鹿児島県 | - ムードメーカー - がんばり屋                           | ■オレンジ      | 女優として受賞歴多数 |
| 宮武美桜                      | みやたけ みお   | 1996年5月11日（29歳）  | O型    | 鹿児島県 | - 女子力No.1 - 可憐                                     | ■ピンク        | 実妹:宮武祭          |
| 高月彩良                      | たかつき さら   | 1997年8月10日（27歳）  | A型    | 神奈川県 | - クールビューティ - 賢い天然ボケ - スイマー(1600m水泳) | ■ブルー        | メンバー一の長身     |
| 宮武祭                        | みやたけ まつり | 1999年6月1日（25歳）   | O型    | 鹿児島県 | - 元気者 - 若さの源                                     | ■レッド        | メンバー最年少       |

### 過去のメンバー
| 名前                          | よみ            | 生年月日              | 血液型 | 出身地       | 備考 |
| ----------------------------- | --------------- | --------------------- | ------ | ------------ | ---- |
| 菊里ひかり （現・桜井ひかり） | きくざと ひかり | 1993年7月17日（31歳） | 東京都 | 2010年卒業。 |      |

## 作品

### シングル
|        | タイトル                     | 発売日   | タイアップ                                | 最高   |
| 2010年 | 2010年                       | 2010年   | 2010年                                    | 2010年 |
| ------ | ---------------------------- | -------- | ----------------------------------------- | ------ |
| 1st    | voice                        | 8月25日  | - KTV「週刊プラチケ」エンディング・テーマ | 50位   |
| 2nd    | 2人の星〜離れていても〜      | 11月24日 | - TBS系「ランク王国」オープニング・テーマ | 48位   |
| 2011年 |                              |          |                                           |        |
| 3rd    | 卒業までに…                  | 3月2日   |                                           | 30位   |
| 4th    | Kiss!                        | 8月10日  |                                           | 25位   |
| 2012年 |                              |          |                                           |        |
| 5th    | ガラゲッチャ〜GOTTA GETCHA〜 | 6月20日  |                                           | 35位   |
| 2013年 |                              |          |                                           |        |
| 6th    | COSMOの瞳                    | 1月16日  | - ドラマ「ヨメ代行はじめました。」主題歌  | 23位   |
| 7th    | SAVAGE HEAVEN                | 7月24日  | - ドラマ「リミット」主題歌                | 29位   |

※順位はオリコンウィークリーチャート

### 配信限定シングル
| タイトル    | 発売日       | タイアップ                             |
| ----------- | ------------ | -------------------------------------- |
| Smileflower | 2011年6月1日 | NHK「みんなのうた」 2011年6月、7月放送 |

### CDアルバム
- Sweet Hits☆（2009年11月25日発売、Sweet Studio）カバーを中心としたアルバム
- Happy! Lucky! bump.y!（2012年3月21日発売、Sony Music Records）この時点までのシングルのベスト盤的性格のアルバム
- pinpoint（2013年12月18日発売、ポニーキャニオン）ファーストフルアルバム

### 映像作品
- bump.y JUMP!!!!! Vol.1（2011年12月7日発売、SONY RECORDS）
- bump.y JUMP!!!!! Vol.2（2011年12月7日発売、SONY RECORDS）

Vol.1とVol.2の同時発売。
- bump.y JUMP!!!!! Vol.3（2012年3月21日発売、SONY RECORDS）
- bump.y JUMP!!!!! Vol.4（2012年3月21日発売、SONY RECORDS）

Vol.3とVol.4と2ndアルバムHappy! Lucky! bump.y!の同時発売。
- HAPPY bump.y!!!!!（2014年6月18日発売、ポニーキャニオン）

### 参加作品
- ZONEトリビュート〜君がくれたもの〜（2011年8月25日発売、ソニー） ※「卒業」をカバー。

## 出演

### 音楽番組
- ザ・ミュージックアワー（2010年8月24日、TBS）
- ハッピーMusic（2010年8月27日、11月26日、2011年3月25日、8月5日、2013年1月18日、日本テレビ）
- MUSIC JAPAN（2010年8月29日、2011年3月27日、8月21日、2012年6月17日、2013年1月13日、NHK）
- ミュージックフェア（2010年12月11日、18日、フジテレビ）
- 月刊MelodiX!（2010年12月25日、テレビ東京）
- 開運音楽堂（2010年11月11日、2011年3月5日、TBS）
- 音龍門（2010年11月30日、2011年8月16日 ※VTRでの紹介のみ、日本テレビ）
- 魁!音楽番付（2011年8月4日、フジテレビ）
- HEY!HEY!HEY! MUSIC CHAMP（2011年8月8日、9月26日、フジテレビ）
- ミューサタ（2011年9月24日、フジテレビ）
- Music Lovers（2012年2月26日 ※VTRでの紹介のみ、日本テレビ）
- 音流〜On Ryu〜（2013年7月26日、テレビ東京）
- ミュージャック（2013年7月26日、関西テレビ）

### ドラマ
- 怪談新耳袋 百物語（2010年5月2日、BS-TBS）

### バラエティ番組
- bump.y JUMP!!!!!（2011年4月4日 - 12月8日、テレ朝チャンネル）
- しゃべくり007（2011年3月7日、日本テレビ）
- ダウンタウンDX（2011年4月28日、8月25日、読売テレビ）
- SHIBUYA DEEP A（2011年6月11日、NHK）
- メレンゲの気持ち（2011年8月6日、日本テレビ）
- 世界一受けたい授業（2011年8月6日、日本テレビ）
- シルシルミシルさんデー（2011年8月7日、テレビ朝日）
- ヒルナンデス!（2011年8月10日、2012年4月30日、日本テレビ）
- 全力坂（2011年9月19日、20日、22日、テレビ朝日）
- 見逃しチャンネル（2011年12月10日 ※VTRでの紹介のみ、テレビ朝日）
- HAPPY bump.y!!!!!（2012年4月12日 - 9月13日 (1st season)、テレ朝チャンネル）
- ほこ×たて（2012年5月20日、フジテレビ）

### 情報番組
- めざましテレビ（2010年8月26日、11月24日、2011年3月3日、フジテレビ）
- スッキリ!!（2010年8月26日、11月24日、2011年3月3日、7月13日、日本テレビ）
- ズームイン!!サタデー（2010年8月27日、日本テレビ）
- 王様のブランチ（2010年11月20日、2011年8月13日、2012年6月16日、TBS）
- ツボ娘（2011年3月8日、TBS）
- PON!（2010年8月24日、2011年3月3日、8月9日、15日、22日、日本テレビ）
- 知っとこ!（2011年8月13日、MBS）

### ネットドラマ
- bump.y（2009年10月6日 - 12月22日配信）

### ラジオ
- SCHOOL OF LOCK!（TOKYO FM）
- ANN R アイドルユニットサマーフェスティバルSP（2010年9月3日、ニッポン放送）
- bump.yの教えて!獣医さん（2010年10月11日、ニッポン放送）
- ホップ! ステップ! bump.y（2010年10月4日 - 2011年10月2日　開始から2011年3月まで月〜木曜日20時50分-20時57分、5月から終了まで日曜日25時30分-26時00分、ニッポン放送）2012年11月11日に特番として「ホップ!ステップ!bump.y!! リターンズ 〜JAPAN FOOD FESTA 2012 スペシャル〜」を放送
- bump.y radio（2010年10月27日 - 2011年12月21日、WEBラジオ）
- FUTURESCAPE（2010年11月27日、FMヨコハマ）
- 渋マガZ（2012年3月18日、25日、NHKラジオ第1放送）
- bump.yのFIVE STARS☆（2013年4月2日 - 2014年3月25日、エフエム富士）- レギュラー番組（GIRLS♥GIRLS♥GIRLS=RED ZONE=枠内）

### 舞台
- bump.y第1回公演『まっぴるまのエレベーター!』（2010年1月16日、青山円形劇場）
- ブレイクスルーJAPAN2010 「バンバンbump.y ゴーストフレンズ〜友霊」（2010年8月25日、SPACE107）
- 「卒業までに・・・」発売プレミアムイベント（2011年3月2日、渋谷 duo music exchange）
  - bump.yだからこそできるパフォーマンス、生舞台+生ライブ
- 「Kiss!」発売プレミアムイベント（2011年8月14日、渋谷 Mt.RAINIER HALL SHIBUYA PLEASURE PLEASURE）
  - 舞台:「恋したい夏〜Kiss!まで全然届かないっ!!〜」+生ライブ

### CM
- 日清食品「カップヌードルごはん」

### ネット配信
- スペシャルプログラム「voice of bump.y!!!!!」（2010年6月27日、2010年7月4日）
- インターネットTV「bump.y TV」（2010年11月20日）

### ライブ
- 「bump.y jumpy Live 〜スーパーユニット関西初上陸!〜 」（2010年8月1日、関西テレビ なんでもアリーナ）
- 「アイドルユニットサマーフェスティバル2010」（2010年8月30日 - 31日、渋谷C.C.Lemonホール）
- 「ガールズフェスティバル2011」（2011年2月27日、渋谷C.C.Lemonホール）
- 「bump.yハッピーバースデーconcert❤〜the 3rd departure〜」（2013年8月25日、ラフォーレミュージアム六本木）[7]
- 「ぽにきゃん！アイドル倶楽部 感謝祭 〜ライバルのライバルはアイドル！〜」（2013年9月1日、山野ホール）
- 「FM-FUJI 25th Anniversary special   GIRLS GIRLS GIRLS  X'mas KISS special LIVE!!」（2013年12月9日、渋谷 duo music exchange）

### イベント
- トークライブ「Beautiful Lady Live」（2010年4月24日、下北タウンホール）
- SCHOOL OF LOCK!の夏夜祭チャクラナイトVol1「bump.yのでこぼこ夏の補習授業」（2010年8月14日、KDDI デザイニングスタジオ）
- 2010動物感謝デー in JAPAN（2010年10月2日、駒沢オリンピック公園）
- Tokyo Tower Birthday & X'masLive（2010年12月23日、東京タワー正面入り口特設ステージ）
- 汐博2011 IN SHIODOME-AX bump.yデビュー1周年記念イベント - Kiss!まであっ～という間ですっ!! -
- GirlsAward 2011 Autumn/Winter（2011年11月12日、国立代々木競技場第一体育館）
- 「bump.yナイト」（2012年5月19日、青山円形劇場）
- TOKYO IDOL FESTIVAL 2012（2012年8月5日、お台場・青海特設会場）
- 「bump.y Happy Party〜夏祭りだ!ファン感謝Day〜」（2012年8月17日、青山円形劇場）
- JAPAN FOOD FESTA 2012（2012年11月3日、有楽町イトシア前特設ステージ）
- 「帰ってきた!bump.yナイト2」（2012年11月25日、青山円形劇場）[8]
- jiyugaoka Sweets festa! 2013（2013年5月3日、自由が丘駅前）[9]
- YATSUI FESTIVAL 2013（2013年6月22日、渋谷）
- TOKYO IDOL FESTIVAL 2013（2013年7月27日・28日、お台場周辺特設会場）
- 夏サカス2013（2013年7月29日、赤坂サカス）
- bump.y mobile会員限定イベント（2014年6月29日、シネマート新宿 スクリーン1）

### その他
- 24時間テレビ 「愛は地球を救う」（2011年8月20日 - 21日、日本テレビ）

## 書籍
- 東京中日スポーツ創刊55周年記念（2010年10月29日桜庭・11月5日松山・12日祭・19日美桜・26日高月、中日新聞東京本社）
- De☆View「bump.yのGIRLS power.UP宣言“女子力磨いて理想の女性に!”」（2010年11月1日 - 、オリコン・エンタテインメント）

### 写真集
- bump.y（2010年7月1日発売、ワニブックス）ISBN 978-4-8470-4288-1

### カレンダー
- bump.y 2011年 カレンダー（2010年10月20日、トライエックス）
- bump.y 2012年 カレンダー（2011年10月19日、トライエックス）
- bump.y スクールカレンダーブック 2012（2012年3月10日、東京ニュース通信社）ISBN 978-4-8633-6219-2